# Тикусей
Тикусей (яп. 筑西市 Тикусэй-си) — город в Японии, находящийся в префектуре Ибараки. Площадь города составляет 205,35 км², население — 105 038 человек (1 августа 2014), плотность населения — 511,51 чел./км².

## Географическое положение
Город расположен на острове Хонсю в префектуре Ибараки региона Канто. С ним граничат города Юки, Симоцума, Цукуба, Сакурагава, Ояма, Моока и посёлок Ятиё.

## Население
Население города составляет 105 038 человек (1 августа 2014), а плотность — 511,51 чел./км². Изменение численности населения с 1980 по 2005 годы:
| 1980 | 110 846 чел. |  |
| 1985 | 114 906 чел. |  |
| 1990 | 117 805 чел. |  |
| 1995 | 118 078 чел. |  |
| 2000 | 116 120 чел. |  |
| 2005 | 112 581 чел. |  |

## Символика
Деревом города считается сакура, цветком — цветок груши грушелистной, птицей — деревенская ласточка.